# Kobra (powieść Fredericka Forsytha)
Kobra (ang. The Cobra) – powieść, której autorem jest angielski pisarz Frederick Forsyth.
Na rozkaz prezydenta Stanów Zjednoczonych, po jednej stronie barykady stają dwaj mężczyźni, których losy skrzyżowały się w poprzedniej powieści Forsytha Mściciel. Paul Deveraux i Cal Dexter mają sprawić, by kolumbijska kokaina nie trafiała na ulice amerykańskich miast.